# Ілія Каблешков
Ілія Каблешков (болг. Илия Стоянов Каблешков; нар. 21 липня 1879, Пловдив — 9 березня 1945) — болгарський офіцер (генерал-майор).

## Біографія
Народився 21 липня 1879 в Пловдиві. Закінчив Військову школу в 1899. З 1904 по 1908 навчався в Академії Генерального штабу в Турині, Італія. Його військова служба розпочалася в 1904 в третьому полку артилерії. У різний час був військовим аташе в Афінах. З 1919 по 1920 був командиром 9-го піхотного полку Пловдива, а потім командиром 2-ї піхотної дивізії. З 1920 по 1923 був начальником військової школи.

## Військові звання
- Лейтенант (1903)
- Капітан (15 серпня 1907)
- Майор (30 травня 1913)
- Підполковник (30 травня 1916)
- Полковник (30 травня 1918)
- Генерал-майор (21 липня 1923)